# Зимовий чемпіонат СРСР зі спортивної ходьби 1990

## Медалісти

### Чоловіки
| Дисципліна                            | Золото                   | Золото  | Срібло                 | Срібло  | Бронза              | Бронза  |
| ------------------------------------- | ------------------------ | ------- | ---------------------- | ------- | ------------------- | ------- |
| Спортивна ходьба 20 кілометрів (шосе) | Анатолій Григор'єв РРФСР | 1:20.50 | Євген Заікін Ленінград | 1:20.53 | Михайло Орлов РРФСР | 1:21.03 |

### Жінки
| Дисципліна                            | Золото              | Золото  | Срібло            | Срібло  | Бронза                     | Бронза  |
| ------------------------------------- | ------------------- | ------- | ----------------- | ------- | -------------------------- | ------- |
| Спортивна ходьба 10 кілометрів (шосе) | Надія Ряшкіна РРФСР | 43.35,3 | Олена Сайко РРФСР | 44.03,3 | Наталія Спиридонова Москва | 44.14,0 |

## Медальний залік
| Команда   |   |   |   | Загалом |
| --------- | - | - | - | ------- |
| РРФСР     | 2 | 1 | 1 | 4       |
| Ленінград | 0 | 1 | 0 | 1       |
| Москва    | 0 | 0 | 1 | 1       |

## Командний залік
Командний залік офіційно не визначався.